# محمد أعظم الندوي
محمد أعظم الندوي (ولد في 15 ديسمبر 1984) هو عالم هندي في العلوم الإسلامية، وكاتب، وأستاذ، معروف بأعماله في الأدب العربي والفقه الإسلامي. ألّف وترجم العديد من المقالات والكتب العلمية باللغتين العربية والأردية، وتركزت كتاباته على الشريعة الإسلامية، والهوية الإسلامية المعاصرة، والتراث العلمي الكلاسيكي. يُدرِّس الندوي حالياً العلوم الإسلامية، بما في ذلك الحديث والفقه، في المعهد العالي الإسلامي بحيدر آباد، الهند.

## تعليمه ونشأته
وُلد محمد أعظم الندوي في 15 ديسمبر 1984. كان والده، السيّد حسين أحمد عارف الغياوي (1941–2020)، عالماً في العلوم الإسلامية وشاعراً باللغة الأردية، ومن تلامذة السيّد فخر الدين أحمد المرادآبادي. وقد شغل منصب إمام وخطيب الجامع الكبير في منطقة ساكتشي بمدينة جمشيدبور (جهارخند) لمدة سبع وعشرين سنة، من عام 1983 إلى عام 2010.
حفظ القرآن الكريم وحصل على إجازة في القراءات من مدرسة حسينية في جمشيدبور ورانتشي. ثم تابع دراسته الإسلامية التقليدية وأكمل دورة العالِمية في دار العلوم ندوة العلماء، لكناؤ، تلاها تخصص الفضيلة في الفقه الإسلامي عام 2004، وهي شهادة تُعتبر معادلة لدرجة الماجستير في الدراسات الإسلامية. كما حصل لاحقًا على شهادة البكالوريوس من جامعة لكناؤ، ثم نال درجة الماجستير في اللغة والأدب العربي من جامعة مولانا آزاد الوطنية الأردية، حيدر آباد.
وقد مُنِح درجة الماجستير البحثي في اللغة العربية من نفس الجامعة عام 2017 عن أطروحة بعنوان "تراجم الأعلام الهنود لمحمد أكرم الندوي: دراسة تحليلية ونقدية"، تحت إشراف الدكتور عبد القدوس، أستاذ مشارك في قسم اللغة العربية.
وفي 1 مارس 2023، نال شهادة الدكتوراه في اللغة العربية من الجامعة نفسها عن أطروحة بعنوان "التناص في النقد الأدبي الحديث ومظاهره في كتابات الشيخ أبي الحسن علي الحسني الندوي"، تحت إشراف الدكتور محمد شرف عالم، الأستاذ المساعد في قسم اللغة العربية.

## مسيرته المهنية
عمل الندوي سابقًا مدرسًا في جامعة الإمام أحمد بن عرفان الشهيد في مليح آباد، ويُدرّس حاليًا الحديث والفقه واللغة العربية في المعهد العالي الإسلامي، حيدر آباد، حيث يشغل أيضًا منصب منسق قسم الثقافة.
كما يعمل إمامًا وخطيبًا في "مسجد بقيع" الواقع في منطقة بنجارا هيلز بحيدر آباد، ويُعرف فيه بالعالِم المقيم. وهو عضو في الاتحاد العالمي لعلماء المسلمين.
وقد شارك في ندوات علمية دولية، من بينها ندوة عُقدت في الرباط، المغرب، نظمتها كلٌّ من منظمة الإيسيسكو والمعهد العالمي للفكر الإسلامي.
شغل منصب أحد رؤساء التحرير في المجلة الشهرية العربية رسالة الشباب، التي تُنشر منذ عام 2003 عن مركز الإسلام (مركز إسلامي) التابع لجمعية شباب الإسلام في لكناؤ.

## أعماله الأدبية

### المقالات والأبحاث باللغة العربية
ألّف الندوي عدداً من المقالات البحثية باللغة العربية تناول فيها موضوعات تتعلّق بالأدب، والتاريخ، والشخصيات الإسلامية، والقضايا الاجتماعية والسياسية.
من أبرز مقالاته:
- "الذات" في أدب إقبال: مفهومها، ومعالم بنائها، ودورها في النهوض الحضاري للأمة – دراسة تحليلية لفلسفة الذات في شعر محمد إقبال ودورها في النهضة الحضارية للأمة.[16]
- الدور القيادي للنساء المسلمات في حركة تحرير الهند – إبراز لمساهمة المرأة المسلمة في النضال ضد الاستعمار البريطاني.[17]
- خطط وخطوات نحو إبادة المسلمين في الهند (مقارنة تقريبية مع إسبانيا) – مقارنة تحليلية بين الأوضاع الراهنة في الهند وما جرى في الأندلس.[19]
- الهجوم على الوقف الإسلامي في الهند: اعتداء على الإيمان والهوية والدستور – دراسة توضح الاعتداءات المتزايدة على الأوقاف الإسلامية في الهند وأبعادها الدينية والدستورية.[20]
- ميثاق المدينة ودستور الهند.. عدلٌ يجمع، وتنوّعٌ يرفع – دراسة مقارنة تُظهر القيم المشتركة في العدالة والتعايش والتنوع بين الوثيقتين.[12]
- التناص القرآني وتجلياته في كتاب "ماذا خسر العالم بانحطاط المسلمين" للإمام أبي الحسن الندوي – تحليل أدبي للبنية البلاغية والتناصّ القرآني في أحد أبرز مؤلفات الإمام الندوي.[21]
- محمد ناصر العبودي ورحلاته إلى الهند: الوعي الثقافي والتصوير الفني – تسليط الضوء على مشاهدات العبودي في الهند وتوثيقه الثقافي والفني في أدب الرحلات.[18]
- مشائخ الشيخ محمد سالم القاسمي ودورهم في بناء شخصيته – عرض لسيرة الشيخ من خلال مشايخه الذين أثّروا في تكوينه العلمي والشخصي.[22]
- الشيخ محمد الرابع الحسني الندوي: شخصيته ومزايا كتاباته – دراسة تحليلية تسلّط الضوء على شخصية الشيخ وإسهاماته العلمية والفكرية.[23]
- وداعًا شيخنا جعفر بن رشيد.. في ذمة الله علم من أعلام ندوة العلماء – تأريخ لمسيرة الشيخ جعفر بن رشيد ومكانته العلمية في ندوة العلماء.[24]

### الترجمة والتعريب
قام بترجمة عدة مقالات وكتب من الأردية إلى العربية، ومن أبرزها:
- واجب العلماء والفقهاء في الواقع المعاصر – ترجمة مقالة أردوية للشيخ خالد سيف الله الرحماني.[25]
- الإمام محمد قاسم النانوتوي: رائد النهضة الإسلامية ومؤسس حركة المدارس الدينية في شبه القارة الهندية (1248–1297هـ / 1833–1880م) – كتاب مترجم مع تعليقات توضيحية.[26]
- ترجم قصيدة أردوية "ہم دیکھیں گے" للشاعر فيض أحمد فيض إلى العربية بعنوان "نحن نرى".[27]

### المؤلفات المطبوعة
من كتبه المطبوعة:
- محسن الإنسانية صلى الله عليه وسلم – كتاب باللغة الأردية تتناول السيرة النبوية وأبعاد الرحمة في شخصية النبي محمد صلى الله عليه وسلم.
- مختارات من أصول الفقه – مؤلَّف باللغة العربية يضم مختارات منهجية في علم أصول الفقه، يُعتمد عليه في المؤسسات التعليمية.
- كورونائي أدب – أنطولوجيا باللغة الأردية تحتوي على مقالات وأشعار كتبها أدباء معاصرون حول جائحة كورونا وانعكاساتها الاجتماعية والثقافية.[28]